# Het geheim van Egelantine
Het geheim van Egelantine is het 11de stripalbum uit de reeks Steven Sterk. Het scenario voor dit verhaal komt van Pascal Garray en Thierry Culliford. Garray tekende het verhaal ook.

## Verhaal
Steven Sterk gaat bloemen voor mevrouw Adolphine kopen in Seringendaal. Op zijn weg ziet hij een meisje een paard optillen. Het meisje, Egelantine, is de dochter van de bloemenverkoper en wil niet dat iemand van haar kracht weet. Ze vraagt Steven te zwijgen over haar kracht en vertelt dat ze zo sterk is geworden door het opdrinken van experimentele krachtvoeding voor planten. Ze wordt alleen slap en ziek als ze bij rozen in de buurt komt. Nadat Steven de bloemen heeft gekocht, gaat hij naar huis.
Enkele dagen later gaat Steven op kamp. Toevallig is ook Egelantine daar. Zij laat al direct merken dat ze sterker is dan de anderen. Vooral Stevens zwaarlijvige vriend Alexander krijgt het hard te verduren. Door haar mag hij die dag niet meedoen met de activiteiten. Hij besluit dan maar weg te lopen. Hij laat een briefje achter voor Steven, maar dat wordt pas de volgende dag gevonden. De kampleiding organiseert onmiddellijk een zoektocht. Ze vinden Alexander al snel terug, maar hij loopt weg. Hij steelt een trapwagen. Stevens vrienden en Egelantine nemen ook een trapwagen en gaan hem achterna. Egelantine maakt er een race van tot ongenoegen van Steven. Tijdens haar dolle rit krijgt ze echter een krat rozen over zich heen. Ze wordt ziek en rijdt in het water en sleurt de wagen van Steven mee. Steven probeer haar uit het water te halen, maar krijgt per ongeluk een klap van een roeispaan. Alexander heeft alles zien gebeuren en duikt het water in en redt de twee. Steven komt verkouden weer tot bewustzijn. Alexander wordt als een held onthaald, vooral door Egelantine.
Enkele dagen later lijken zowel Egelantine als Steven hun kracht nog steeds kwijt te zijn. Ze mijmeren dat het zo wel beter is, want zo kunnen ze normaal met hun vriendjes spelen. Maar als ze een schommelende jongen een duwtje willen geven, blijken ze hun kracht terug te hebben: de schommel breekt los en de jongen vliegt de lucht in.